# 索塔大厦

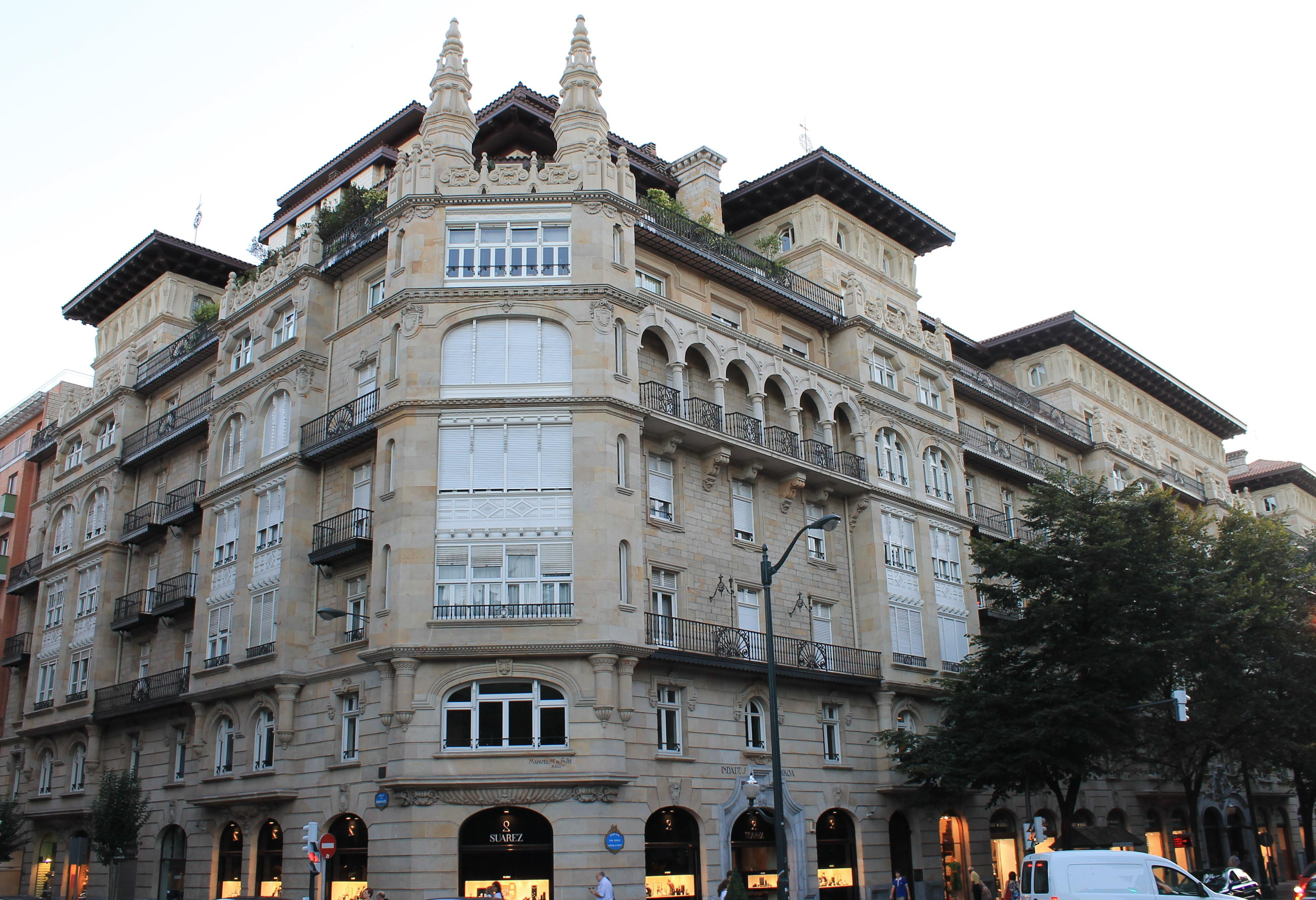

索塔大厦（Casas de Ramón de la Sota； Casas de Sota；Edificio Sota）是一栋大型历史建筑，位于唐迭戈洛佩斯德阿羅大街（Gran Vía de Don Diego López de Haro）45号，位于Ensanche 区的中心，靠近莫尤阿廣場（Plaza Federico Moyúa）。

## 历史
该建筑建于20世纪初，为毕尔巴鄂资产阶级的住所，具有地域主义风格，由拱廊、屋檐和装饰华丽的窗户组成的立面引人注目。它的建造者是巴斯克商人拉蒙德拉索塔（Ramón de la Sota）及其建筑师曼努埃尔玛丽亚史密斯（Manuel María Smith），于1919年设计了这座建筑。
该建筑经过深刻的改造，现在是住宅、办公和商业场所。1977年6月10日公布为西班牙文化财产。